# 1817
1817 (MDCCCXVII) var ett normalår som började en onsdag i den gregorianska kalendern och ett normalår som började en måndag i den julianska kalendern.

## Händelser

### Januari
- 25 januari – Det första numret av den skotska tidningen The Scotsman ges ut.

### Februari

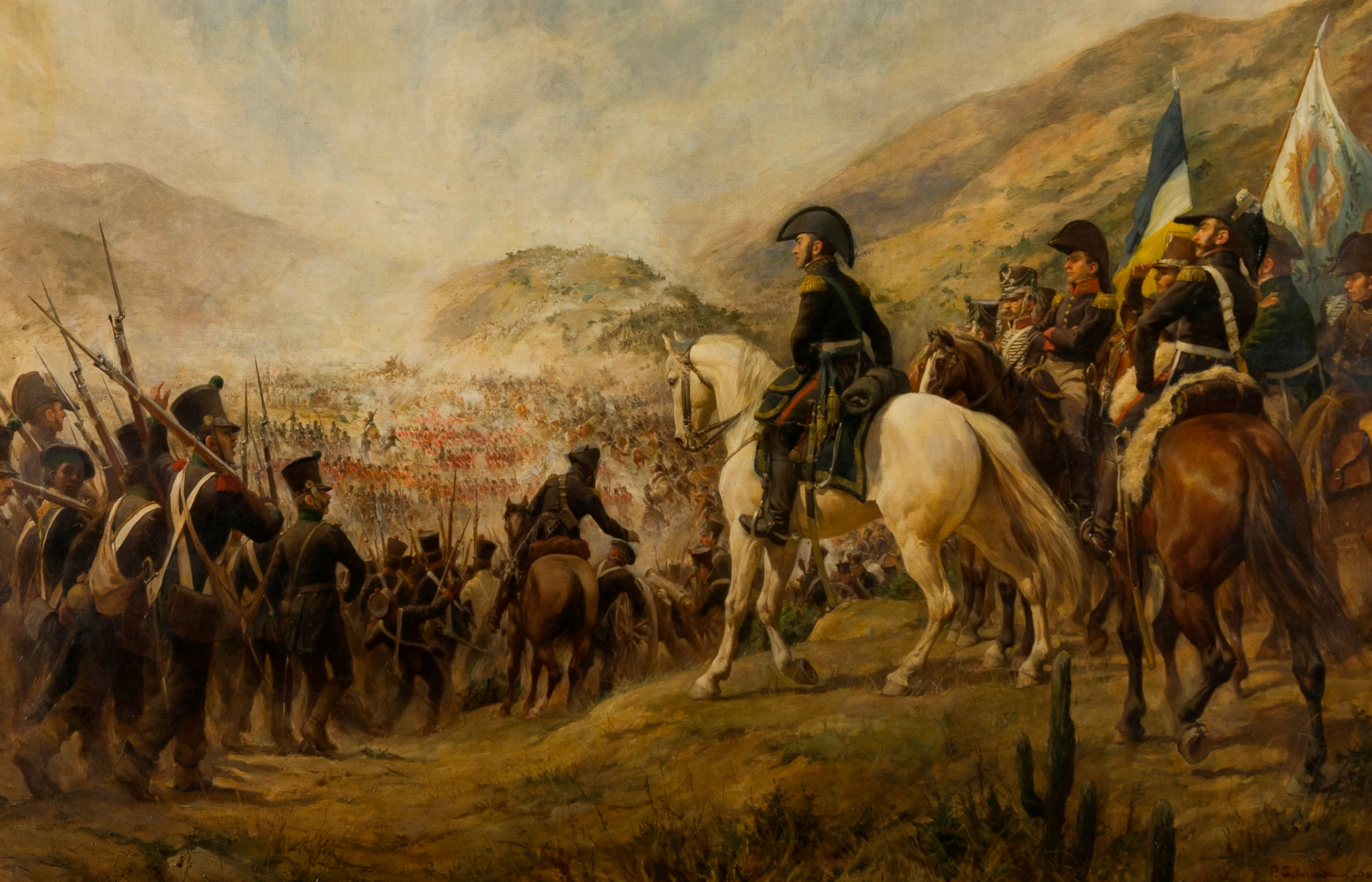
12 februari: Slaget vid Chacabuco.

- 12 februari – Slaget vid Chacabuco blir ett nederlag för Spanien.

### Mars
- 4 mars
  - James Monroe efterträder James Madison som USA:s president.
  - Daniel Tompkins blir USA:s nye vicepresident .

### Maj
- 31 maj – Gioacchino Rossinis opera La gazza ladra ("Den tjuvaktiga skatan") har urpremiär på Teatro alla Scala i Milano.

### Juli
- 4 juli – Eriekanalen börjar byggas vid Rome, New York.

### Augusti
- 15 augusti – Genom en Kongressakt i USA (3 mars 1817) skapas Alabamaterritoriet genom att dela upp Mississippiterritoriet på mitten, och på denna dag skapas Mississippis konstitution.
- 22 augusti – Staden Araraquara, Brasilien grundas.
- 23 augusti – Jordbävning vid den antika staden Helike dödar 65 människor.
- 26 augusti – Joniska öarnas förenta stater antar sin konstitution.

### Oktober
- 31 oktober – Över hela Sverige hålls en jubelfest för att fira 300-årsdagen av Martin Luthers uppspikande av sina 95 teser på kyrkporten i Wittenberg 1517.

### December

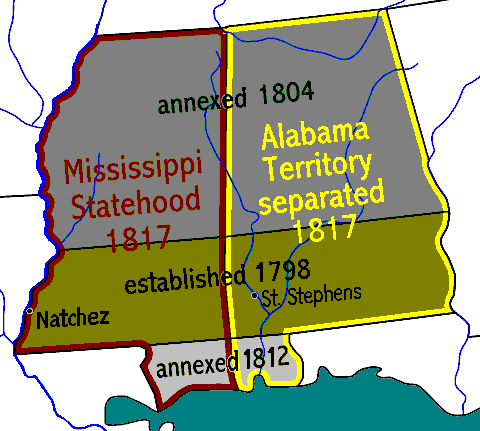
15 augusti: Alabamaterritoret skapas.
10 december: Mississippi blir delstat i USA.

- 10 december – Mississippi blir den 20:e delstaten att ingå i den amerikanska unionen.[1]

### Okänt datum
- Amerikanska soldater landstiger på Ameliaön och kastar ut smugglare, äventyrare och fribytare.[2]
- Erik Gustaf Geijer utnämns till professor i historia vid Uppsala universitet.
- En svensk förordning om sockenstämmor och kyrkoråd antas. Den innebär inga förändringar, utan sätter bara den rådande ordningen på pränt. Sockensjälvstyret, som tidigare varit kyrkans och prästernas område, placeras dock under Kungl. Maj:t i Sveriges (och Nordens) första sockenstämmoförordning.
- Carl Henrik Anckarswärd blir talesman för riddarhusets opposition.
- Rosersbergs slott och Kungliga Djurgården tas över av kronprins Karl Johan.
- Kemisten Jöns Jacob Berzelius upptäcker grundämnet selen.
- Samuel Owen konstruerar Sveriges första hjulångare Amphitrite.
- Kaffeförsäljning på offentliga ställen förbjuds i Sverige.
- Fri läkarvård för könssjukdomar införs i Sverige.
- Två personer på Gotland, som har skålat för "femte Gustav" (vilket misstänks avse den avsatte Gustav IV Adolfs son) döms till döden men benådas.
- Militären och tecknaren Ulrik Thersner påbörjar utgivningen av sitt stora bildverk Fordna och närvarande Sverige.
- Bogors botaniska trädgård grundas.

## Födda

### Första kvartalet

#### Januari
- 31 januari – Antenor Nydqvist, grundare av Nohab.

#### Februari
- 4 februari – August Anderson, svensk lantbrukare och politiker.
- 28 februari – James S. Green, amerikansk demokratisk politiker och diplomat, senator 1857–1861.

#### Mars
- 27 mars – Karl Wilhelm von Nägeli, schweizisk botaniker.

### Fjärde kvartalet

#### April
- 22 april – Godlove Stein Orth, amerikansk politiker och diplomat, kongressledamot 1863–1871, 1873–1875 och 1879–1882.
- 29 april – Vincent Benedetti, fransk greve och diplomat.

#### Maj
- 11 maj – Fanny Cerrito, italiensk ballerina och koreograf.
- 22 maj – Hjalmar August Abelin, svensk läkare.

#### Juni
- 13 juni – Erik af Edholm, svensk militär, hovmarskalk och chef för Kungliga Dramatiska Teatern 1866–1881.

### Tredje kvartalet

#### Juli
- 8 juli – Carl Johan Bergman, svensk skolman och riksdagsman.
- 12 juli – Henry David Thoreau, amerikansk författare och filosof.
- 20 juli – Johan Henrik Nebelong, dansk arkitekt.
- 22 juli – Andrew Parsons, amerikansk demokratisk politiker.
- 24 juli – Carl Fredrik Bergstedt, svensk bruksägare, publicist och riksdagsman.

#### Augusti
- 4 augusti – Frederick T. Frelinghuysen, amerikansk republikansk politiker, USA:s utrikesminister 1881–1885.
- 5 augusti – Thomas Tipton, amerikansk politiker, senator 1867–1875.
- 15 augusti – J.W. Henderson, amerikansk demokratisk politiker.

#### September
- 7 september – Louise av Hessen-Kassel, drottning av Danmark 1863–1898, gift med Kristian IX.
- 9 september – John Collett Falsen, norsk politiker.
- 16 september – Waldo P. Johnson, amerikansk politiker, senator 1861–1862.

### Fjärde kvartalet

#### Oktober
- 2 oktober – Gunnar Wennerberg, svensk ecklesiastikminister och skapare av Gluntarne.
- 6 oktober – Gustaf Lagerbjelke, svensk greve, ämbetsman och politiker.
- 23 oktober
  - James W. Denver, amerikansk demokratisk politiker och militär, kongressledamot 1855–1857.
  - Torsten Thure Renvall, ärkebiskop i Evangelisk-lutherska kyrkan i Finland 1884–1898.

#### November
- 12 november – Bahá'u'lláh (Guds återglans), i Teheran i Iran. stiftaren av religionen bahá'í år 1863.
- 19 november – James A. McDougall, amerikansk demokratisk politiker, senator 1861–1867.
- 20 november – Carl Björnstjerna, svensk greve, överhovstallmästare och riksdagsman.
- 30 november – Theodor Mommsen, tysk historiker, nobelpristagare.

#### December
- 14 december – Sofia Wilkens, svensk socialreformator.
- 16 december – John S. Carlile, amerikansk politiker, senator 1861–1865.
- 22 december – Tuiskon Ziller, tysk filosof och pedagog.

## Avlidna

### Första kvartalet

#### Januari
- 7 januari – Anton von Bucher, 70, tysk teolog.

#### Februari
- 11 februari – Maria Walewska, 31, polsk-fransk grevinna, Napoleons älskarinna.

#### Mars
- 8 mars – Anna Maria Lenngren, 62, svensk författare.

### Andra kvartalet

#### April
- 12 april – Charles Messier, 86, fransk astronom.

#### Maj
- 30 maj – Tristram Dalton, 79, amerikansk politiker, senator 1789–1791.

#### Juni
- 2 juni – Clotilde Tambroni, 58, italiensk professor.
- 9 juni – Anne-Josèphe Théroigne de Méricourt, 54, fransk revolutionär.

### Tredje kvartalet

#### Juli
- 14 juli – Germaine de Staël, 51, fransk författare.
- 18 juli – Jane Austen, 41, brittisk författare.

#### Augusti
- 15 augusti – Peter Early, 44, amerikansk politiker, guvernör i Georgia 1813–1815.

#### September
- 18 september – David Hall, 65, amerikansk politiker, guvernör i Delaware 1802–1805.

### Fjärde kvartalet

#### Oktober
- 7 oktober – Pierre Samuel du Pont de Nemours, 77, fransk nationalekonom.
- 11 oktober – Gertrudis Bocanegra, 52, mexikansk nationalhjältinna.
- 15 oktober
  - Johann Ludwig Burckhardt, 32, schweizisk forskningsresande och orientalist.
  - Tadeusz Kościuszko, 71, polsk militär.

#### November
- 14 november – Policarpa Salavarrieta, 22, colombiansk nationalhjältinna.
- 15 november – Frans Suell, 73, svensk affärsman.
- 23 november – William C.C. Claiborne, 42, amerikansk politiker, guvernör i Louisiana 1812–1816, senator 1817.

#### December
- 7 december – William Bligh, 63, brittisk sjöfarare.

### Fotnoter
1. ↑  World Statesmen (läst 3 april 2011)
2. ↑  ”USA:s militära insatser i utlandet 1798-2004”. Arkiverad från originalet den 9 december 2013. https://web.archive.org/web/20131209174005/http://www.history.navy.mil/library/online/forces.htm. Läst 30 januari 2011.